# Особняк А. К. Ферстер — Михельсона
Особняк А. К. Ферстер — Михельсона — памятник архитектуры в Москве, по адресу Малая Никитская ул., 18. Одноэтажный особняк 1899 года постройки, архитектор А. Э. Эрихсон. В особняке располагается Посольство Лаоса.

## Особняк
Особняк является одним из первых в Москве архитектурных опытов в стиле модерн. Он соединяет эстетику гладкой стены, облицованной плиткой, с лепными украшениями, заимствованными из классицизированной эклектики, и предвосхищает московскую неоклассику 1907—1914 годов.
Объёмно-пространственная композиция здания не обладает остротой и монолитностью модерна и приближена к традиционным композициям эклектики.